# Daniel Knoflíček
 Daniel Knoflíček  (nacido el 5 de enero de 1995) es un tenista profesional checo.